# Marc Elsberg
Marc Elsberg, nom de plume de Marcus Rafelsberger (né le 3 janvier 1967 à Vienne en Autriche), est un écrivain autrichien.

## Biographie
Né en 1967 à Vienne, il fait ses études à l'université des arts appliqués de Vienne.
En 2012 son roman post-apocalyptique Blackout : demain il sera trop tard est un succès d'édition en Allemagne, et a été traduit dans une dizaine de langues. Blackout est un roman d'anticipation imaginant les conséquences d'une paralysie du réseau électrique européen pendant plusieurs jours.
Son livre Zéro paru en 2014, un thriller technologique, a reçu le prix des lecteurs du livre de poche.

## Ouvrages
Sous le nom Marcus Rafelsberger
- (de) Saubermann, Berlin, Espresso, 2000 (ISBN 3-88520-781-8)
- (de) Das Prinzip Terz : Kommissar Terz’ erster Fall, Cologne, Emons, 2004, 256 p. (ISBN 3-89705-351-9)
- (de) Menschenteufel, Cologne, Emons, 31 juillet 2009, 436 p. (ISBN 978-3-89705-668-8)
- (de) Wienerherz, Cologne, Emons, 2011 (ISBN 978-3-89705-839-2)

Sous le nom Marc Elsberg
- Blackout : demain il sera trop tard, Piranha, 2015 ((de) Blackout: Morgen ist es zu spät, Blanvalet, 2012  (ISBN 978-3-7645-0445-8)), trad. Pierre Malherbet, 480 p.  (ISBN 978-2-37119-014-6)
- Zéro : Ils savent ce que vous faites, Piranha, 2016 ((de) Zero: Sie wissen, was du tust, Blanvalet, 2014  (ISBN 978-3-7645-0492-2)), trad. Pierre Malherbet, 432 p.  (ISBN 978-2-37119-036-8)
- Évolution, Fayard, 2019 ((de) Helix – Sie werden uns ersetzen, Blanvalet, 2016  (ISBN 978-3-7645-0564-6)), trad. Pierre Malherbet, 544 p.  (ISBN 978-2-21371-269-7)
- Cupides, Fayard, 2021 ((de) Gier – Wie weit würdest du gehen?, Blanvalet, 2019), trad. Pierre Malherbet

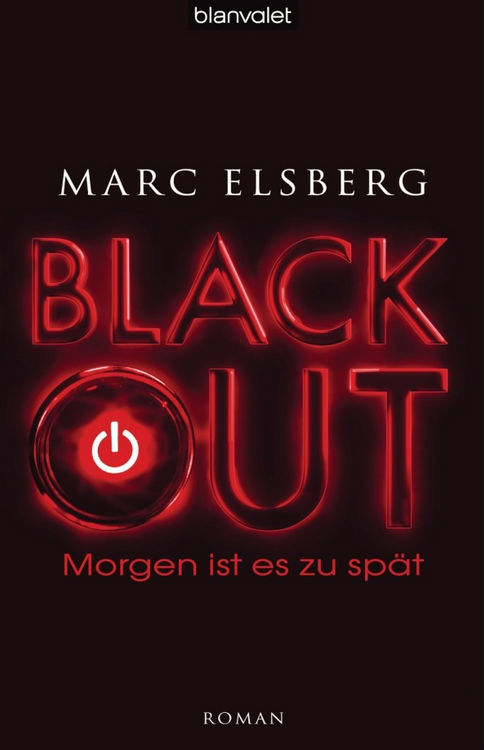
Page de couverture de Blackout
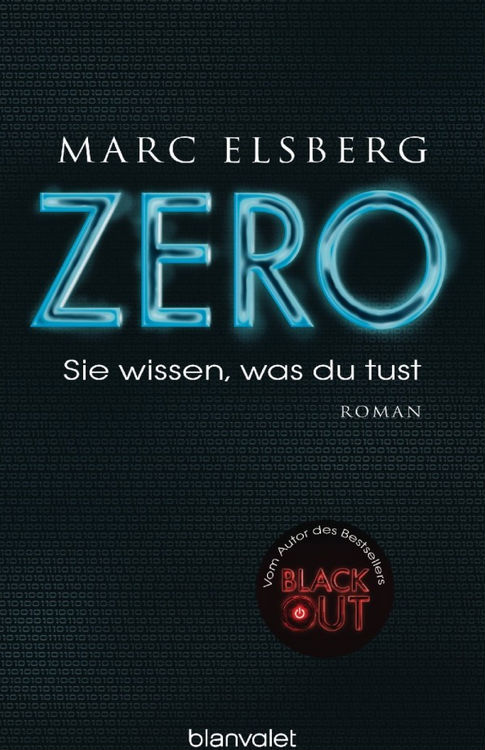
Page de couverture de Zéro